# Isak Andic
Isak Andic Ermay (ur. 1 października 1953 w Stambule, zm. 14 grudnia 2024 w Collbató) – hiszpański miliarder i przedsiębiorca, założyciel sieci sklepów odzieżowych Mango.

## Życiorys
Isak Andic urodził się w Turcji, ale w latach 60. jego rodzina przeniosła się do Barcelony. W nowej ojczyźnie zajął się handlem odzieżą, w tym ręcznie haftowanymi T-shirtami. Zaczął skupować sklepy z okolic Barcelony i Madrytu. W 1984 wraz z bratem Nahmanem założył przedsiębiorstwo o nazwie Mango. Z czasem średniej wielkości firma zaczęła się rozrastać, a od 1992 również zdobywać rynki zagraniczne. W 2019 Mango ma ponad 2000 sklepów w 110 krajach, a dochody z zagranicy przynoszą trzy czwarte zysków przedsiębiorstwa. Był uznawany za najbogatszego mieszkańca Katalonii, jego majątek w 2024 szacowany był na 4,5 mld euro. Zginął 14 grudnia 2024 w wypadku górskim – podczas wędrówki z żoną i synem w masywie Montserrat poślizgnął się i spadł z wysokości 150 metrów.

## Życie prywatne
Hiszpański miliarder był znany z braku chęci występowania w mediach. Mieszkał w Barcelonie, gdzie urodziła się trójka jego dzieci.